# Prometeo liberato (Landes)
Prometeo liberato - Trasformazioni tecnologiche e sviluppo industriale nell'Europa dal 1750 ai giorni nostri (The Unbound Prometheus: Technological Change and Industrial Development in Western Europe from 1750 to the Present) è un saggio di storia economica scritto da David S. Landes. L'opera si concentra sulla Rivoluzione industriale in Inghilterra e sulla sua diffusione nel resto dell'Europa occidentale. Il suo contributo principale è l'argomentazione a favore della seconda rivoluzione industriale.

## Storia editoriale
Il saggio fu pubblicato per la prima volta nel 1969 dalla Cambridge University Press. Apparve per la prima volta nel Cambridge Economic History of Europe, Volume VI nel 1965, ma fu ampliato nell'edizione del 1969. L'opera è stata pubblicata in Italia per la prima volta nel 1978 da Einaudi. Prometeo liberato è stato ristampato numerose volte e nel 2003 è stata pubblicata una seconda edizione con un nuovo commento di Landes.

## Contenuto
Il libro tratta delle innovazioni e delle invenzioni che hanno portato alla modernizzazione e allo sviluppo tecnologico nell'Europa occidentale a partire dal XVIII secolo.
Il libro analizza i motivi per cui l'Europa è stata la prima a industrializzarsi e sostiene che l'industrializzazione è solo una parte di un processo di modernizzazione più ampio, durante il quale una cultura modifica in modo significativo il suo ordine sociale, istituzionale, le attitudini, i valori e il governo per promuovere e accogliere ulteriori cambiamenti.
Inoltre, il libro analizza il boom economico verificatosi dall'inizio della rivoluzione industriale e sostiene che solo attraverso un'industrializzazione continua il mondo potrà sostenersi economicamente negli anni a venire. 

## Edizioni
- Prometeo liberato - Trasformazioni tecnologiche e sviluppo industriale nell'Europa occidentale dal 1750 ai giorni nostri, traduzione di Valerio Grisoli, Franco Salvatorelli, Torino, Einaudi, 1978.